# Apóstolove
Apóstolove (en ucraïnès Апостолове, en rus Апостолово) és una ciutat de la província de Dnipropetrovsk, Ucraïna. El 2021 tenia 13.246 habitants. Fins al 28 de juliol de 2020, Apóstolove era el centre administratiu del districte homònim, però d'ençà la reforma administrativa d'Ucraïna del 2020 el districte passà a formar part del districte de Kriví Rih.